# Treu und Glauben
Treu und Glauben bezeichnet das Sozialverhalten eines redlich und anständig handelnden Menschen, ohne den Begriff näher zu definieren.
Seinen historischen Ursprung hat der Grundsatz von Treu und Glauben in der bona fides im römischen Recht: Ein römischer Bürger hielt viel auf seine gute Treue; gemeint war damit zum Beispiel seine Zuverlässigkeit und Lauterkeit im Rechtsverkehr.
Auf den Grundsatz von Treu und Glauben wird bis heute häufig Bezug genommen. Ausgeprägt ist er in den Staaten unterschiedlich. Typisch ist ein Verweis wie etwa im deutschen Schuldrecht: Innerhalb eines Schuldverhältnisses ist der Schuldner nach § 242 BGB verpflichtet, die Leistung so zu bewirken, wie Treu und Glauben mit Rücksicht auf die Verkehrssitte es erfordern. 
In der Schweiz besitzt dieser Grundsatz sogar Verfassungsrang (siehe unten).

## Deutschland

### Inhalt
Als Generalklausel ist der Grundsatz von Treu und Glauben abstrakt gefasst. Zur Konkretisierung sind Fallgruppen gebildet worden. Dazu gehört zum Beispiel das Verbot des Rechtsmissbrauchs, das Verbot des vertraglichen Insichwiderspruchs („venire contra factum proprium“) sowie der Dolo-agit-Grundsatz. Die Fallgruppen dienen vornehmlich dazu, diejenigen Sachverhalte aufzufangen, die nicht bereits von einer spezialgesetzlichen Konkretisierung des Grundsatzes erfasst werden. Solche finden sich  in den §§ 243 ff. BGB, beispielsweise in der Verpflichtung, bei Gattungsschulden Waren mittlerer Art und Güte zu leisten. Besonders anschaulich ist der Zusammenhang zwischen dem Grundsatz von Treu und Glauben und § 241 Abs. 2 BGB, der klarstellt, dass die Parteien eines Vertrages nicht nur die im Vertrag vorgesehenen Pflichten erfüllen, sondern auch Rücksicht auf die Rechte, Rechtsgüter und Interessen des anderen Teils nehmen müssen. Bevor § 241 Abs. 2 BGB im Jahre 2002 ins BGB aufgenommen wurde, wurde der Inhalt dieser Vorschrift allein aus Treu und Glauben abgeleitet (siehe positive Vertragsverletzung).

### Anwendungsbereich
Prinzipiell ist Treu und Glauben nur innerhalb einer Vertragsbeziehung anwendbar. Das ergibt sich aus dem Wortlaut des § 242 BGB. Außerhalb einer Vertragsbindung sind die Schranken für das Handeln des Einzelnen niedriger. Gemäß § 226 BGB ist nur solches Handeln unzulässig, das dazu dient, dem anderen zu schaden (Schikaneverbot). Aus § 826 BGB ergibt sich ferner, dass vorsätzlich sittenwidriges Handeln unzulässig ist. Diese Abgrenzung wird allerdings oft durchbrochen. In vielen Fällen wird der Grundsatz von Treu und Glauben von Lehre und Rechtsprechung auch außerhalb einer Vertragsbindung angewandt. Ein wichtiges Beispiel bildete bis zu ihrer Kodifizierung im BGB im Rahmen der Schuldrechtsmodernisierung die Figur der culpa in contrahendo. § 242 BGB, nach welcher der Schuldner verpflichtet ist, seine Leistung so zu erbringen, wie Treu und Glauben unter Berücksichtigung der Verkehrssitte es verlangen; sie wird auch als „Königsnorm“ des deutschen Vertragsrechts bezeichnet. 

Der Bundesgerichtshof hat 1951 die Rechtsprechung mit einbezogen: „Höher als der Wortlaut des Gesetzes steht sein Zweck und Sinn. Diesen im Einzelfall der Rechtsanwendung nutzbar zu machen und danach unter Berücksichtigung von Treu und Glauben den Streitfall einer vernünftigen und billigen Lösung zuzuführen, ist die Aufgabe des Richters“.
Es hat Kontroversen gegeben, ob der Grundsatz auch im Öffentlichen Recht und dabei insbesondere im Verwaltungsverfahrens- und im Prozessrecht Anwendung findet. 
So wird das allgemeine Rechtsschutzbedürfnis als Voraussetzung für die Zulässigkeit eines Gerichtsverfahrens von vielen aus Treu und Glauben abgeleitet. Zum Teil wird Treu und Glauben auch als elementares Gerechtigkeitsprinzip angesehen, das jede Rechtsordnung beherrscht und die Ausübung von Rechten sowie die Erfüllung von Pflichten in einer Weise verlangt, auf die die andere Seite vertrauen kann.

## Schweiz
In der Rechtsordnung der Schweiz haben Treu und Glauben eine vergleichbare Rolle. Die Formulierungen in Gesetzen unterscheiden sich teilweise. Ein Beispiel: Art. 2 Abs. 1 des schweizerischen Zivilgesetzbuches: „1) Jedermann hat in der Ausübung seiner Rechte und in der Erfüllung seiner Pflichten nach Treu und Glauben zu handeln. 2) Der offenbare Missbrauch eines Rechtes findet keinen Rechtsschutz.“
In der Bundesverfassung definiert der Artikel 5 Grundsätze rechtsstaatlichen Handelns das Handlungsprinzip von Treu und Glauben als hohes Rechtsgut für öffentliche Stellen und private Rechtspersonen. Nach der Rechtsprechung des schweizerischen Bundesgerichts beinhaltet der aus Bundesverfassung abgeleitete Grundsatz von Treu und Glauben auch das Gebot redlichen, vertrauenswürdigen und rücksichtsvollen Verhaltens. Das schweizerische Bundesgericht hat Art 2 ZGB wegen der besonderen Leitfunktion auch als „Leitstern der Gesetzesanwendung“ und als „Schranke aller Rechtsausübung“ bezeichnet.
Diese Normierung wird im Art. 9 Bundesverfassung (Beziehung von staatlichen Organen zu allen Personen im Zusammenhang mit dem „Schutz vor Willkür“) ausdrücklich bekräftigt. Die Wahrung von Treu und Glauben durch den Staat ist ein Grundrecht.

## Österreich
In Österreich war der Grundsatz Treu und Glauben bereits im ehemaligen Codex Theresianus kodifiziert und fand auf dem Umweg über das deutsche BGB (§ 242 BGB und § 157 BGB) wieder den Weg ins österreichische Recht.
Der Begriff „Treu und Glauben“, der inhaltlich der im § 914 ABGB erwähnten Übung des redlichen Verkehrs entspricht, beherrscht ganz allgemein das bürgerliche Recht: Der rechtsgeschäftliche Verkehr darf nicht dazu missbraucht werden, einen anderen hineinzulegen, sondern soll sich ehrlich abspielen (HS 2398/69).

## Liechtenstein
Der Grundsatz von Treu und Glauben hat in Liechtenstein einen übergesetzlichen Rang als allgemeiner Rechtsgrundsatz. Treu und Glauben umfasst dabei das gesamte Handeln im Rahmen des Rechts und hat, neben der ausdrücklichen Erwähnung auch in Art 2 PGR, als grundsätzlicher Rechtssatz und Basis der Rechtsgemeinschaft und Rechtsordnung auch Auswirkung auf alle zivilrechtlichen Bereiche und Normen, insbesondere auch das ABGB, wie umgekehrt zum Beispiel die „Gute-Sitten-Klausel“ in § 879 Abs. 1 ABGB auf das gesamte bürgerliche Recht (§ 1 ABGB) ausstrahlt. Aus der zwingenden Beachtung des „redlichen Verkehrs“ bei der Vertragsauslegung (§ 914 ABGB) wird dieser Grundsatz von Treu und Glauben ebenfalls ersichtlich.
Aus Art 2 Abs. 1 SR bzw. Art 2 PGR wird zum Beispiel abgeleitet:
- Auslegung und Regelungsgrenzen von Allgemeinen Geschäftsbedingungen (AGB) (siehe auch § 914 ABGB);
- Ergänzung lückenhafter Verträge (BGE 115 II 488);
- Vertragliche Aufklärungs- und Informationspflichten (BGE 116 II 519 ff., 119 II 456 ff.);
- Culpa in contrahendo (BGE 116 II 431 ff.);
- Vertrauensprinzip in Verträgen (BGE 119 II 177 ff.; 123 III 18 ff, 165 ff.);
- Vertrauenshaftung (BGE 120 II 331 ff., 121 III 350 ff., 123 III 220 ff, 124 III 297 ff., 130 III 345 ff.);
- Anpassung von Verträgen an veränderte Umstände (Clausula rebus sic stantibus – BGE 120 II 155 ff., 129 III 618);
- Gebot schonender Rechtsausübung und Übermaßverbot (BGE 121 III 219 ff.).[10]

Dieser allgemeinen Rechtsgrundsatz entfaltet daher in Liechtenstein interlegistische Bindungswirkung. Treu und Glauben sind im öffentlich-rechtlichen Bereich auch ein Aspekt des Gleichheitsgebotes (Willkürverbotes) und als solcher ein allgemeiner (in vielen Anwendungsbereichen ungeschriebener) Rechtsgrundsatz. Der Verstoß gegen dieses Vertrauen ist im öffentlichen Bereich ein willkürliches Verhalten in der Regel der Behörde bzw. der Behördenorgane. Inwieweit der Vertrauensschutz auch für den Normunterworfenen und die Behörde gelten soll, ist jedoch in Liechtenstein noch nicht abschließend geklärt.

## Niederlande
Treu und Glaube werden im niederländischen Recht als allgemeine Richtschnur bei der Auslegung von Gesetzen und Verträgen gesehen. Art. 3:12 des niederländischen bürgerlichen Gesetzbuches (Burgerlijk Wetboek, BW) gibt eine Auslegungshilfe für den Begriff redelijkheid en billijkheid, der sich an verschiedenen Stellen im Gesetz findet und mit „Treu und Glauben“ oder „billigem Ermessen“ zu übersetzen ist (redelijkheid = 'vernünftig' oder 'angemessen'). Der Begriff ist auszulegen nach den allgemein anerkannten Rechtsprinzipien, der grundsätzlichen Rechtsstruktur in den Niederlanden und den relevanten sozialen und persönlichen Interessen, die an einer Situation beteiligt sind. Art. 6:248 BW macht redelijkheid en billijkheid zur zentralen Vorschrift für die Rechtsfolgen von Verträgen.

## UN-Kaufrecht
Im UN-Kaufrecht ist die bona fides („guter Glaube“) als schützenswertes Rechtsgut in Artikel 7 Absatz 1 erwähnt: „Bei der Auslegung dieses Übereinkommens sind sein internationaler Charakter und die Notwendigkeit zu berücksichtigen, seine einheitliche Anwendung und die Wahrung des guten Glaubens im internationalen Handel zu fördern“. Dennoch ist umstritten, ob Verträge, die dem UN-Kaufrecht unterliegen, nach Treu und Glauben auszulegen sind. Während der Entstehung des UN-Kaufrechts wurde die Aufnahme eines weiter gehenden Passus als Einfallstor für nationale Rechtsansichten und Quelle von Rechtsunsicherheit abgelehnt.

## Grundregeln des EU-Vertragsrechts
Der Begriff Treu und Glauben (engl. good faith, frz. bonne foi, „guter Glaube“) findet sich in Art. 2:101 der Acquis communautaire: Im vorvertraglichen Verkehr müssen Parteien nach Treu und Glauben handeln. Auch Art. 2.1 des Entwurfs zu einem Gemeinsamen Europäischen Kaufrecht sieht vor, dass die Parteien sich bei ihrer Zusammenarbeit vom Gebot von Treu und Glauben und vom Grundsatz des redlichen Geschäftsverkehrs leiten lassen sollen. Parteien, die sich hieran nicht halten, können ihnen eigentlich zustehende Rechte verlieren, oder schadensersatzpflichtig werden (Art. 2.2). Diese Regelungen sind vertraglich nicht abbedingbar (Art. 2.3).